# LAZONA川崎廣場

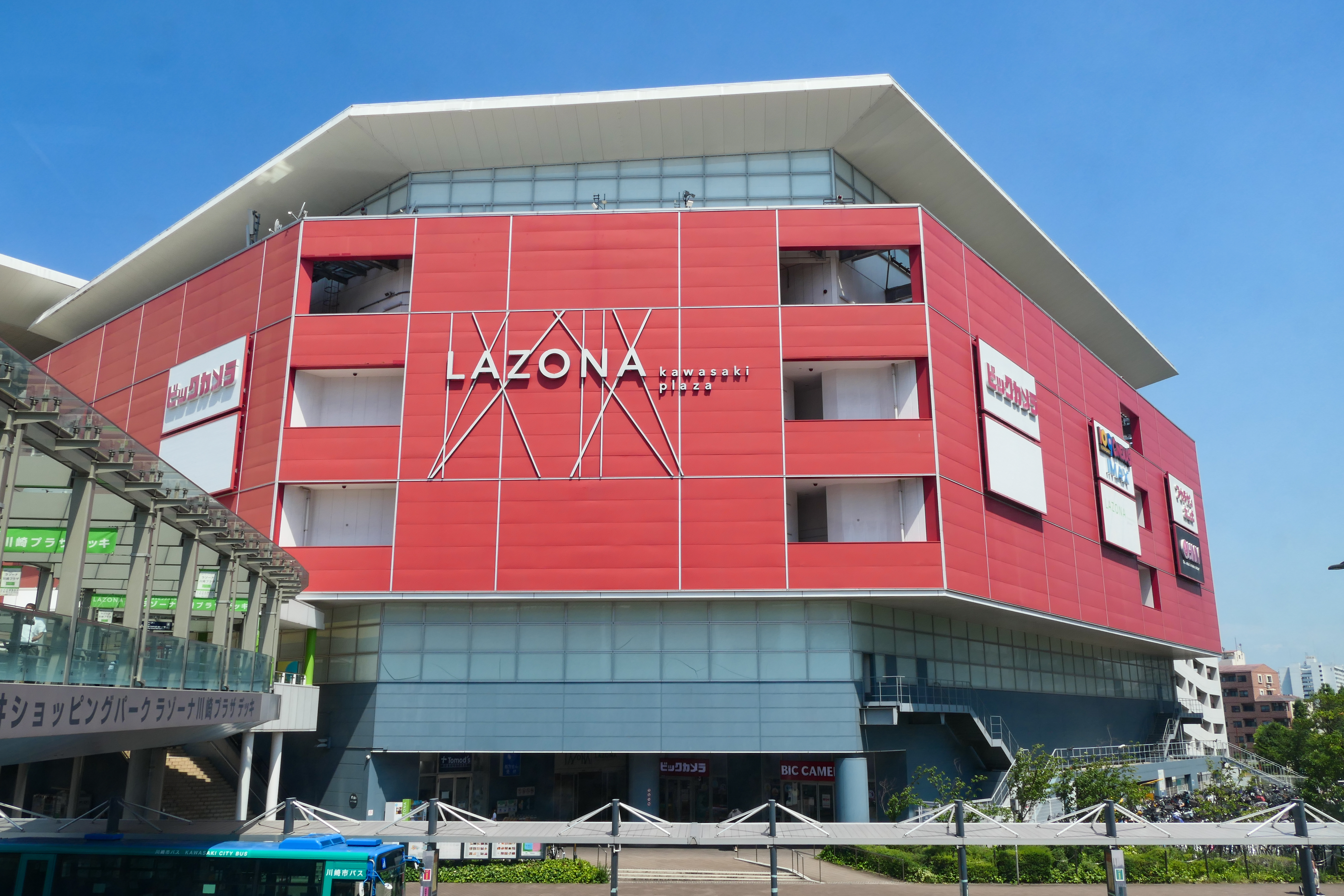

LAZONA川崎廣場（日语：ラゾーナ川崎プラザ）是位於日本神奈川縣JR川崎車站西口前的一個大型購物中心，開業於2006年9月28日。該購物中心所在地曾是東芝的工廠。2018財年，該地是日本營業額最多的購物中心。

## 外部連結
- ラゾーナ川崎プラザ （页面存档备份，存于）
- ラゾーナ川崎プラザ的X（前Twitter）
- ラゾーナ川崎プラザ的Facebook專頁
- YouTube上的ラゾーナ川崎プラザ頻道
- 109シネマズ川崎 （页面存档备份，存于）